# Recep Tayyip Erdoğan
Recep Tayyip Erdoğan (Istambul, 26 de fevereiro de 1954) é um político turco, atual presidente da Turquia desde 28 de agosto de 2014. Anteriormente, ocupou o cargo de primeiro-ministro do país entre 14 de março de 2003 e 2014, tendo sido também prefeito de Istambul de 1994 a 1998. Erdoğan é o fundador do Partido da Justiça e Desenvolvimento (em turco Adalet ve Kalkınma Partisi) e liderou-o em três vitórias eleitorais, a saber em 2002, 2007 e 2011, antes de sua vitória nas eleições presidenciais de 2014. Tendo iniciado sua carreira política como um islamista e democrata conservador, seu governo tem sofrido transições graduais ao conservadorismo social e também ao liberalismo econômico.
Eleito Prefeito de Istambul pelo Partido do Bem-Estar (Refah Partisi) em 1994. É desta época a sua frase premonitória[parcial?]: "A democracia é como um comboio: quando se chega ao nosso destino, saímos". Quatro anos depois, foi sentenciado por incitar intolerância religiosa, abandonando o partido e as visões políticas islamistas. Em 2001, fundou seu atual partido e voltou à cena política turca. Pelo AKP, como também é conhecido o partido, foi vencedor nas eleições gerais de 2002, assumindo o cargo de Primeiro-ministro do novo governo encabeçado por Abdullah Gül. Durante as eleições regionais em Siirt, Erdoğan assumiu o gabinete ministerial da Turquia.
Como parte sua "Visão 2023", o governo Erdoğan implementou uma série de negociações culminando no processo de adesão do país à União Europeia, um plano de recuperação econômica nacional e um turbulento processo de negociações com Partido dos Trabalhadores do Curdistão. Além disso, o governo também promoveu dois referendos constitucionais, em 2007 e 2010. Na agenda interna, Erdoğan investiu na melhora das estruturas públicas e da infraestrutura nacional, ampliando as redes rodoviária, ferroviária e aeroportuária turca. No plano de política externa, o governo turco tem dado ênfase ao neo-otomanismo, envolvendo-se abertamente em questões diplomáticas anteriormente sob domínio do extinto Império Otomano, antecessor do moderno estado turco. Respaldado pelo Movimento Gülen, o presidente turco limitou os poderes políticos dos militares através de dois controversos processos políticos.

## Biografia
Recep Tayyip Erdoğan (AFI: [ɾeˈdʒep tajˈjip ˈæɾdoan]) supostamente graduou-se em 1981 na faculdade de economia da Universidade de Mármara, mas muitas fontes referem que é uma fabricação sua e que não possui mais do que estudos secundários. Na vida pública, ele foi eleito prefeito de Istambul em 1994. Em 1997, foi dispensado do cargo e sentenciado a 10 meses de cadeia. Ele ficou apenas quatro meses na prisão e depois estabeleceu o Partido da Justiça e Desenvolvimento (Partido AK) em 2001. A legenda cresceu rapidamente no cenário político turco. Nas eleições de 2002, seu partido ganhou 34% dos votos e quase dois terços dos assentos no parlamento, dando a eles a oportunidade de formar um governo.
Como primeiro-ministro, Erdoğan implementou várias reformas. No seu governo, a Turquia avançou nas negociações para entrar na União Europeia. Na economia, a inflação, que sempre fora algo preocupante no país, ficou sob controle e a lira turca foi reavaliada. As taxas de juros caíram e a renda per capita cresceu. O seu partido então foi facilmente reeleito e Erdoğan ganhou mais um mandato. Em 2011, o AK venceu novamente e ele foi eleito pela terceira vez para primeiro-ministro.
Erdoğan chegou a ser considerado um dos líderes políticos mais influentes da era republicana da Turquia. Durante o seu governo, a economia do país continuou a crescer consideravelmente e a nação se projetou internacionalmente como um líder regional. Seus críticos o acusam de liderança autocrática e de tentar impor leis de orientação islâmica ao país.
Entre maio e julho de 2013, uma onda de protestos antigoverno tomaram as ruas e as forças de segurança do país foram acusadas de violência excessiva na repressão e Erdoğan acabou sendo acusado de autoritarismo em sua reação as manifestações.
Em agosto de 2014, foi eleito presidente da Turquia. Tomou posse em 28 de agosto de 2014.

## Primeiro-ministro (2003 - 2014)
Em 2001, Erdoğan fundou o Partido da Justiça e Desenvolvimento (AKP). O AKP, como também é conhecido, venceu as eleições gerais de 2002, obtendo dois terços dos assentos na Grande Assembleia Nacional. No entanto, Erdoğan não poderia assumir a chefia de governo, pois ainda estava inelegível por conta de seu discurso polêmico em Siirt. Abdullah Gül assumiu, então, como Primeiro-ministro. Em dezembro de 2002, o Conselho Supremo Eleitoral suspendeu os resultados das eleições por encontrar irregularidades e convocou novas eleições para 9 de fevereiro de 2003. À época, o líder partidário Erdoğan já havia reavido seus direitos políticos através de uma manobra do Partido Republicano do Povo. O AKP o indicou como candidato às eleições, tendo vencido e assumido o governo após a renúncia de Gül.

### Questão curda
Em 2009, o governo Erdoğan anunciou um plano para finalizar o longevo conflito causado pela rebelião curda, que à altura já havia ceifado mais de 40 mil vidas. O plano proposto pelo governo, apoiado pela União Europeia, permitiu que a língua curda fosse utilizada em todos os setores da mídia e, inclusive, em campanhas políticas. Além disso, o plano previa a restauração dos nomes originais curdos de várias cidades. Na ocasião, Erdoğan afirmou que a questão constituía "um obstáculo ao desenvolvimento, progresso e empoderamento da Turquia". O primeiro-ministro também aprovou uma anistia parcial visando reduzir as penas imputadas aos membros do Partido dos Trabalhadores do Curdistão que se rendessem ao governo. Em 23 de novembro de 2011, dois anos após a iniciativa do projeto, durante uma reunião televisionada de seu partido em Ancara, o primeiro-ministro desculpou-se publicamente pelo Massacre de Dersim, onde centenas de alevitas e zazas foram mortos.

### Genocídio armênio
Como Primeiro-ministro, Erdoğan expressou diversas vezes que a Turquia somente consideraria a morte de milhões de armênios durante a Primeira Guerra Mundial como um genocídio após uma profunda investigação levada a cabo por uma comissão de especialistas (arqueólogos, historiadores e cientistas políticos). Em 2005, Erdoğan e o principal líder de oposição Deniz Baykal redigiriam uma nota ao presidente armênio Robert Kocharian, propondo a criação de uma comissão de estudos entre os dois países. O ministro de Relações Exteriores da Arménia, Vartan Oskanian, rejeitou a proposta, classificando-a como "incerta". Oskanian acrescentou em comunicado que a questão não poderia ser avaliada somente a nível histórico, uma vez que "a própria Turquia politizava o impasse".
Em dezembro de 2008, Erdoğan criticou a campanha movida por intelectuais turcos em reconhecimento do genocídio armênio. O primeiro-ministro afirmou: "Eu não aceito, nem me oponho a esta campanha. Não cometemos um crime, portanto, não nos desculparemos". Contudo, em novembro de 2009, declarou que "não é possível a um islâmico cometer genocídio".
Em 2011, no pico da crise entre os dois países, Erdoğan determinou o desmantelamento da "Estátua da Humanidade", um monumento dedicado às relações de amizade conquistadas após décadas de disputa política pelos eventos de 1915. O primeiro-ministro justificou a decisão afirmando que o monumento situava-se ofensivamente próximo a uma tumba islâmica e que, portanto, prejudicava sua visão. Autoridades da localidade de Carse, onde o monumento foi erguido, por sua vez, afirmaram que a região era uma área protegida pelo governo e que tal monumento jamais poderia ser ali construído. Inúmeros artistas e intelectuais se opuseram à demolição do monumento; dois deles, o pintor Bedri Baykam e o investidor de arte Tugba Kurtulmus, sofreram agressões físicas após um encontro com outros artistas no Centro Cultural Akatlar, em Istambul.

### Direitos humanos
Durante o governo Erdoğan, os poderes de longo alcance da Lei Antiterrorismo de 1991 foram reduzidos e o processo democrático iniciado, cujo objetivo seria de melhorar os padrões democráticos em geral e os direitos das minorias étnicas e religiosas, em particular. No entanto, após a suspensão do processo de adesão da Turquia à União Europeia, autoridades europeias notaram um retrocesso quanto à liberdade de expressão e de imprensa e aos direitos das minorias curdas. Além disso, o governo também passou a ter questões delicadas com a comunidade LGBT ao recusar publicamente propostas de reconhecimento de seus direitos.
A organização Repórteres sem Fronteiras registrou um declínio contínuo da liberdade de imprensa na Turquia ao longo dos últimos anos do Governo Erdoğan. O país ficou na 100ª posição entre 179 países, no Índice de Liberdade de Imprensa de 2013. Em 2012, a instituição Freedom House, que registrou um recente avanço na questão da imprensa turca, posicionou a Turquia em 55º lugar entre 100 países.
Em 2011, o governo de Erdoğan deu início a reformas para devolução de propriedades de minorias judaicas e cristãs que haviam sido desapropriadas pelo Estado turco na década de 1930. O valor total das propriedades devolvidas foi de 2 bilhões * de dólares.
Sob a liderança de Erdoğan, o governo turco enrijeceu as leis sobre venda e consumo de álcool, proibindo publicidade relacionada e aumentando o imposto sobre bebidas alcoólicas. O governo aprovou, ainda, uma lei estabelecendo a idade mínima de 24 anos para consumo de bebidas alcoólicas.

### Economia

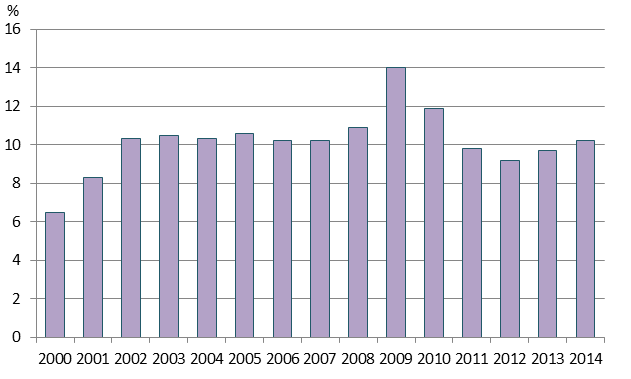
Taxas de desemprego na Turquia no período 2000 - 2014

Ao assumir o governo, em 2002, Erdoğan herdou a economia turca em princípios de recuperação após uma longa recessão resultante das reformadas aplicadas por Kemal Derviş. Erdoğan apoiou o ministro de Finanças Ali Babacan em suas políticas macroeconômicas. Erdoğan tentou atrair mais investimentos estrangeiros ao país reduzindo diversas regulamentações governamentais. O fluxo de caixa na economia turca entre 2002 e 2012 causou um crescimento de 64% no produto interno bruto real do país e 43% de crescimento no produto interno bruto per capita; consideravelmente números mais altos foram constatados, porém, não contaram para a inflação do dólar estadunidense entre 2002 e 2012. O crescimento médio anual foi de 3,6%. O crescimento do PIB real entre 2002 e 2012 - dez anos de governo - foi mais alto do que o registro de alguns países desenvolvidos. Uma das principais consequências das políticas econômicas adotadas entre 2002 e 2012 foi a ampliação do déficit em conta corrente de 600 milhões de dólares para 48 bilhões * de dólares.

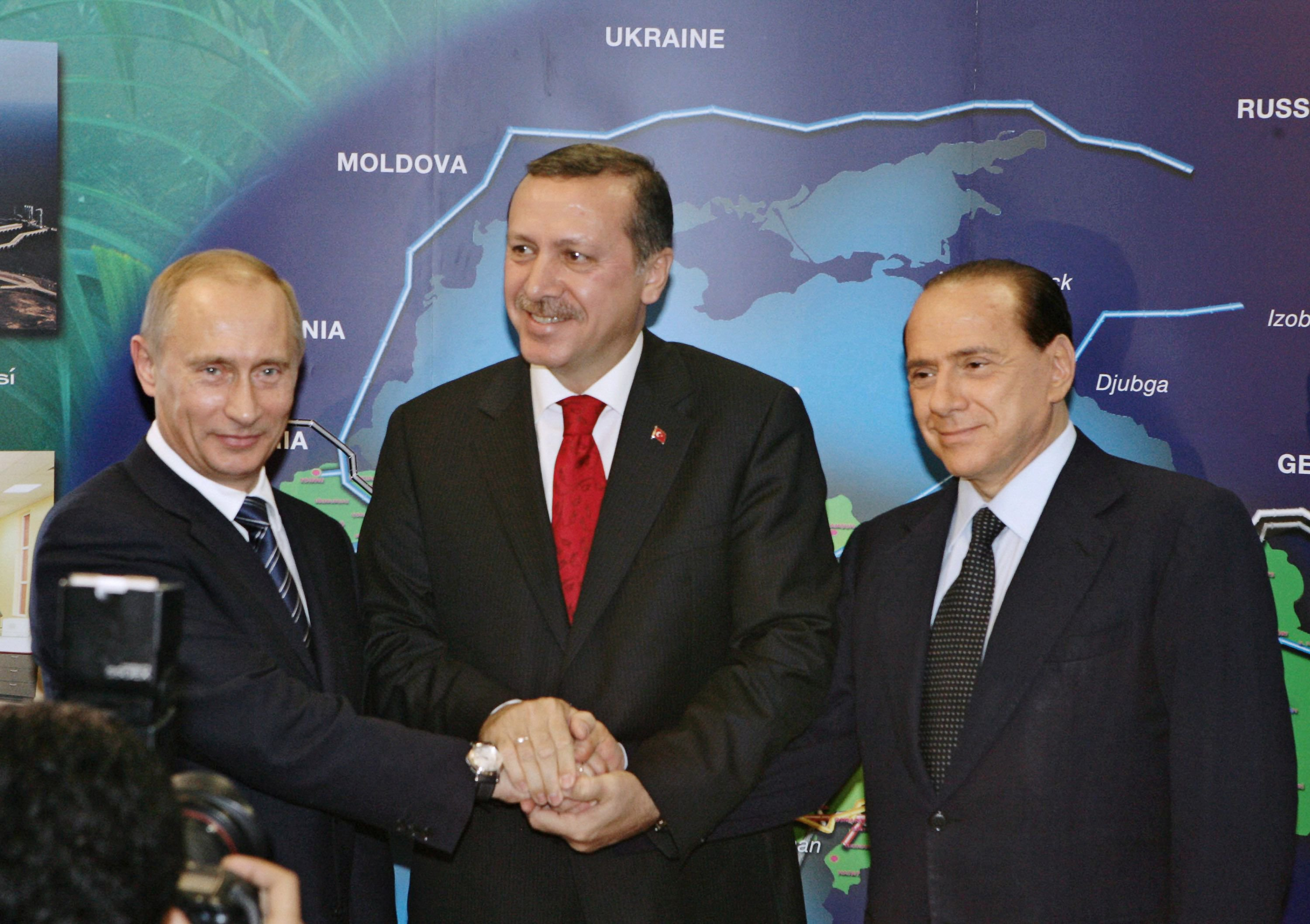
Erdoğan, Vladimir Putin e Silvio Berlusconi na inauguração do gasoduto Blue Stream, em 2005

A Turquia já fechou dezenove acordos com o Fundo Monetário Internacional (FMI), sendo o primeiro deles em 1961. O governo de Erdoğan supriu as necessidades orçamentais e de mercado e recebeu cada parcela do empréstimo, sendo a primeira vez na história em que um governante turco realizou tal feito. Erdoğan assumiu o governo com uma dívida de 23,5 bilhões de dólares ao FMI, que foi reduzida para 0,9 bilhões em 2012. O Primeiro-ministro decidiu não entrar em novos acordos com a organização. Em 2010, foi anunciado que a Turquia havia quitado por completo seu débito com o FMI.
Em 2002, o Banco Central da Turquia possuía 26,5 bilhões em reservas, que evoluíram para 2,2 bilhões em 2011. Durante o governo de Erdoğan, a inflação caiu de 32% para 9%, em 2004. Desde então, a inflação do país tem flutuado em cerca de 9%, sendo, no entanto, uma das mais altas taxas inflacionárias em todo o mundo.
A dívida pública turca caiu de 74%, em 2002, para 39%, em 2009. Em 2012, a Turquia registrou dívida pública relacionada ao PIB menor do que a de 21 dos 27 Estados-membros da União Europeia. E um déficit orçamental inferior em relação ao PIB do que 23 nações europeias.

### Escândalos de corrupção em 2013
Em dezembro de 2013, a polícia turca deteve mais de 50 pessoas e prendeu dezesseis outras, incluindo o gerente-geral do Banco Estatal Turco (Halk Bankası), e filhos de três ministros do governo, sob acusações de corrupção. Erdoğan acusou embaixadores estrangeiros e parte da imprensa de colaborar com um suposto golpe forjado por Israel; contudo, analistas externos atribuíram as prisões aos embates de poder entre o primeiro-ministro e Fethullah Gülen. Gülen, que vive nos Estados Unidos, lidera um movimento religioso que apoiou a chegada do AKP no poder em 2002. No fim de 2013, o governo propôs o fechamento de escolas particulares no país, muitas das quais haviam sido fundados por Gülen. Os seguidores do movimento, por sua vez, são creditados como de grande influência no sistema judiciário turco.
No final de dezembro, os jornais Hurriyet e Yeni Safak publicaram comentários em que Erdoğan afirma ser "alvo" de propina e suborno de seus aliados. O primeiro-ministro declarou aos jornalistas que qualquer um que tentasse ligar seu nome aos escândalos teria "sua mão esquerda cortada". Erdoğan acabou por reformular seu gabinete em 25 de dezembro de 2013, substituindo 10 ministros horas depois da demissão de três ministros, cujos filhos haviam sido detidos pela polícia.

### Candidatura presidencial em 2014
Em 1 de julho de 2014, o Partido da Justiça e Desenvolvimento anunciou Recep Tayyip Erdoğan como o candidato da legenda para as eleições presidenciais. Sua candidatura foi anunciada oficialmente pelo vice-presidente do partido, Mehmet Ali Şahin. Em seguida, Erdoğan realizou um discurso e revelou sua logomarca de campanha, que acabou por ser criticada pela imprensa mundial pela alegada similaridade com a logomarca de Barack Obama nas eleições presidenciais americanas de 2008.
Erdoğan foi eleito presidente da Turquia no primeiro turno das eleições com 51,79% dos votos, descartando a necessidade de um segundo turno eleitoral. Ekmeleddin İhsanoğlu, o candidato da chapa formada por Partido Republicano do Povo, Partido de Ação Nacionalista e outros 13 partidos de oposição, recebeu 38,44% dos votos. O candidato curdo, Selahattin Demirtaş, recebeu 9,76% dos votos.

## Presidência da Turquia (2014 -atualidade)
Recep Tayyip Erdoğan foi empossado como o 12º presidente da República da Turquia em 28 de agosto de 2014. O novo primeiro-ministro, Ahmet Davutoğlu, foi empossado em 29 de agosto. Quando questionado sobre ter recebido votos do parceiro de chapa para ser eleito, ele teria respondido: "Há pessoas que nem sequer gostam do Profeta. Eu, ainda, ganhei 52%".

### Programa político
Ao assumir o cargo de presidente, Erdoğan foi criticado por afirmar publicamente que não manteria a neutralidade política. Erdoğan também tornou pública sua intenção de estabelecer um papel mais ativo e dinâmico do cargo presidencial, como, por exemplo, fazer uso das atribuições presidenciais em sua totalidade. A oposição política defende que Erdoğan continuará seguindo seu programa de governo próprio, que incluiria controlar o governo, enquanto seu Primeiro-ministro seria "dócil e submisso". Uma razão para tal acusação seria o fato de que o próprio Erdoğan escolheu Davutoğlu para sucedê-lo na chefia de governo, resultando em sua eleição por unanimidade sem nenhuma oposição. Além disso, a presença maioritária de aliados de Erdoğan no gabinete de Davutoğlu também tem alimentado especulações de que este pretenda exercer um controle substancial sobre o funcionamento do governo.

### Palácio Presidencial

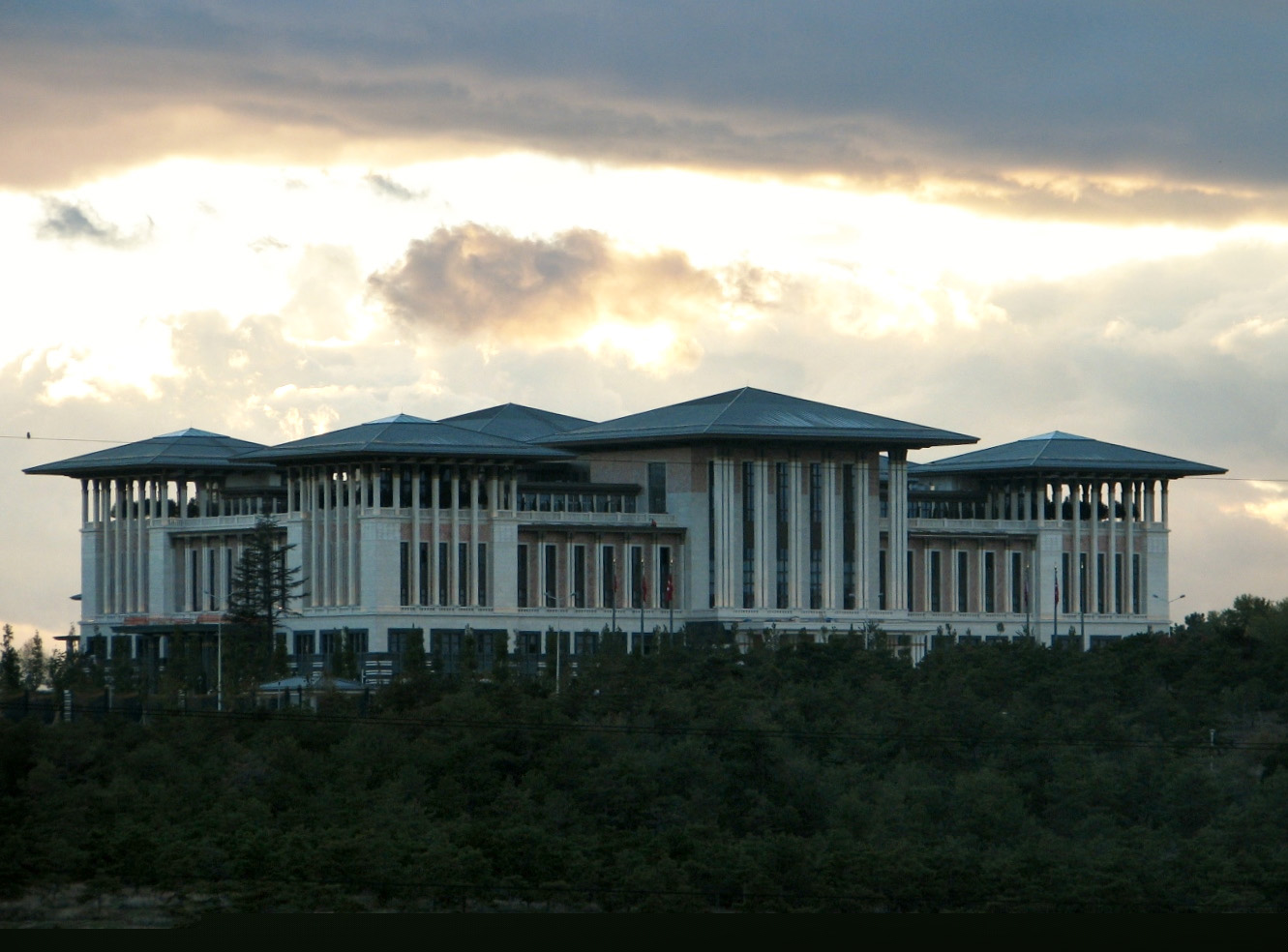
O Novo Palácio Presidencial da Turquia

Erdoğan também tem sido alvo de críticas por conta da construção de um novo palácio presidencial. Batizado Ak Saray (Palácio Branco, em português), o complexo presidencial ocupa mais de 50 acres de área nas proximidades de Ancara. Como o Palácio está situado em área protegida pelo governo, as diversas ordens judiciais suspendendo as obras não tiveram efeito. A oposição descreveu a construção um claro desrespeito ao cumprimento da lei. O projeto foi também duramente criticado, gerando acusações ao governo; de corrupção e desvios de verba durante a construção, e destruição de vida animal silvestre.
O Palácio Presidencial foi planejado originalmente como novo gabinete do primeiro-ministro. Contudo, ao assumir a presidência, Erdoğan mudou os planos e anunciou que a construção seria o novo Complexo Presidencial da Turquia, delegando o Palácio de Çankaya ao primeiro-ministério. A decisão foi vista como uma mudança histórica significante, já que Çankaya havia sido sede do gabinete presidencial desde a fundação do Estado turco. O novo Complexo Presidencial possui mais de 1 000 aposentos e custou mais de 270 milhões de euros aos cofres públicos, gerando fortes críticas pela população e pelos partidos de oposição ao presidente.

### Síria e Estado Islâmico

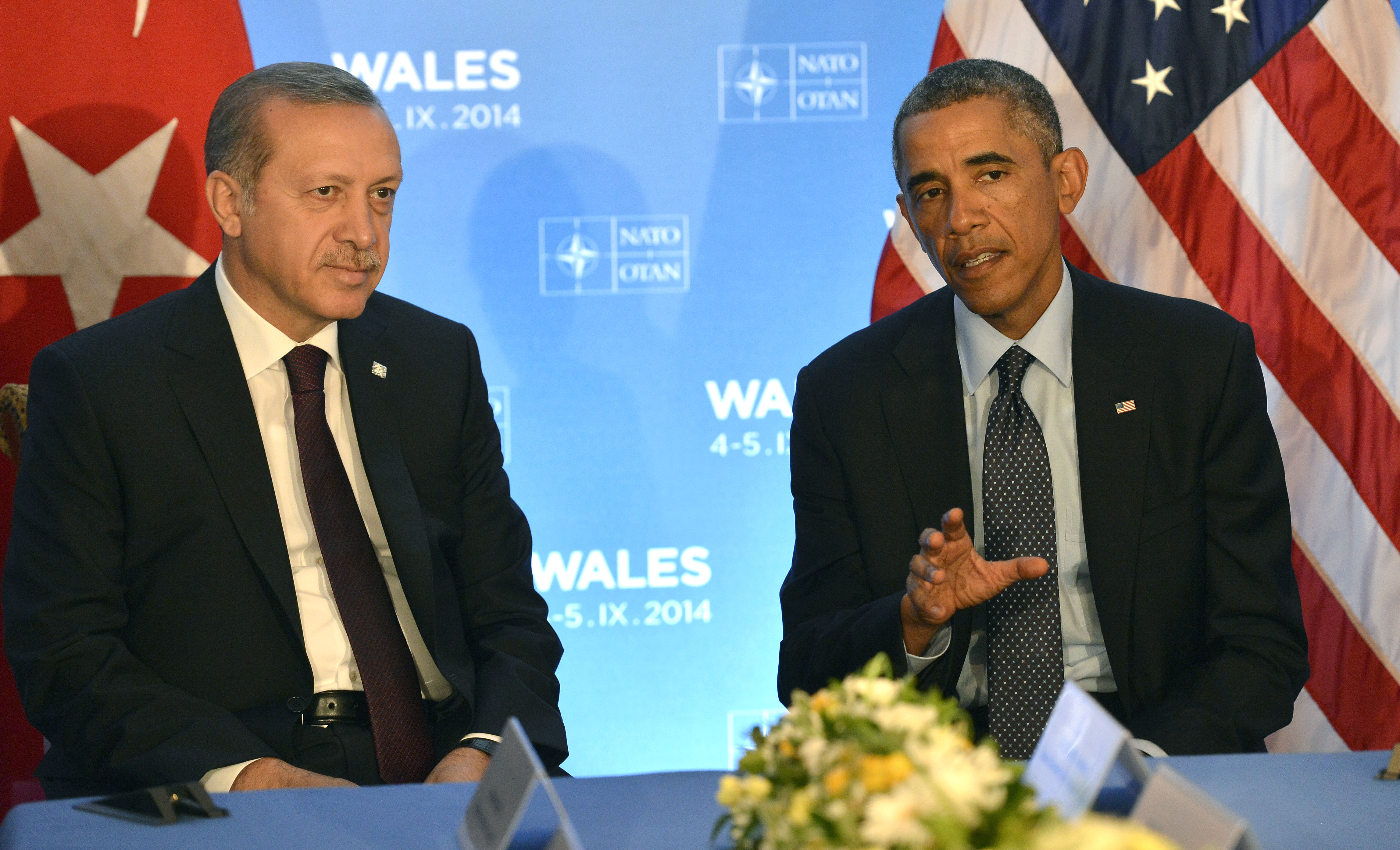
Recep Tayyip Erdoğan e Barack Obama em encontro bilateral sobre a Guerra Civil Síria, novembro de 2014

Em meio a alegações de que o governo turco financia combatentes do Estado Islâmico do Iraque e do Levante, vários protestos eclodiram na fronteira com a Síria contra a inatividade do governo. Os protestos se intensificaram durante o combate na cidade fronteiriça de Kobane, quando 42 manifestantes foram mortos após uma repressão brutal das forças policiais. Erdoğan expressou sua preocupação com uma eventual assistência dos militantes do PPK aos manifestantes e a culminação do movimento em ataques terroristas por todo o país. Na reunião de cúpula da OTAN, em Newport, País de Gales, em setembro de 2014, o presidente turco participou de uma reunião bilateral com Barack Obama sobre a questão do Estado Islâmico. Meses antes do encontro, o vice-presidente Joe Biden havia acusado a Turquia de financiar o grupo terrorista, ao que o governo turco respondeu exigindo desculpas formais. Posteriormente, Biden se retratou pelas declarações. Erdoğan estabeleceu a retirada de Bashar al-Assad do poder como pré-requisito para o uso da Base Aérea de İncirlik para lançamentos de ataques aéreos norte-americanos.
Em 2014, a Turquia perdeu sua candidatura para o Conselho de Segurança das Nações Unidas. O resultado inesperado é creditado como uma reação ao tratamento hostil de Erdoğan às minorias curdas que combatem o Estado Islâmico nas fronteiras com a Síria.
Em julho de 2015, a Turquia entrou definitivamente no combate às forças do Estado Islâmico. As forças armadas turcas têm simultaneamente atacado o PPK no Iraque. Um ataque das forças especiais norte-americanas no local onde se refugiava o "diretor financeiro" da organização terrorista, Abu Sayyaf, gerou evidências de que as autoridades turcas tratavam diretamente com representações do EIIL.
Em agosto de 2016, o exército turco, autorizado por Erdoğan, lançou uma grande operação militar no norte da Síria, para combater tanto o Estado Islâmico quanto os curdos. A ofensiva mostrou um sucesso no início, com várias cidades sendo tomadas. Os ataques, contudo, desaceleraram com os terroristas esboçando feroz resistência. O presidente Erdoğan afirmou que as operações eram importantes para limpar a fronteira da Turquia do terrorismo.

### Neutralidade
A tradição política turca determina que o presidente da República tenha certa neutralidade e independência dos partidos políticos, sendo este um dos juramentos no ato de posse presidencial. Quebrar um dos termos de um posse é uma violação da Constituição da Turquia. Contudo, pouco tempo depois de assumir a presidência do país, Erdoğan foi acusado pela oposição de quebrar seus termos de posse ao apoiar abertamente o partidarismo através de seu partido, AKP. Em fevereiro de 2015, o presidente foi duramente criticado por incentivar publicamente os eleitores a votarem no seu partido nas eleições parlamentares daquele ano.
No mesmo ano, ao discursar em Bursa, Erdoğan publicamente pediu 400 parlamentares nas próximas eleições gerais com a finalidade de conseguir reformas políticas, dar prosseguimento ao processo de conversação com lideranças curdas e o estabelecimento do sistema presidencialista. Apesar de não mencionado um partido específico, é conhecido que somente o AKP defende estas propostas. Além disso, Erdoğan fez uma referência indireta à oposição e a criticou por apoiar Fethullah Gülen. Também criticou os esforços da oposição em não deixá-lo discursar publicamente até as eleições gerais de 2015.

### Otomanismo
Como presidente, Erdoğan tem lidado com a ressurgência da tradição otomana, tendo inclusive agraciado o presidente palestino Mahmoud Abbas em uma cerimônia tradicional otomana no Palácio Presidencial. Enquanto Primeiro-ministro, Erdoğan fez certas referências ao período otomano, referindo-se aos membros de seu partido como "netos dos Otomanos". O fato gerou forte controvérsia, desde que trata-se de um confronto direto com a natureza republicana da Turquia construída por Mustafa Kemal Atatürk. Em 2015, Erdoğan emitiu um comunicado em que se referia às universidades turcas pelo termo otomano külliye. Muitos críticos de seu governo o acusaram de pretender tornar-se um "sultão" republicano e de ter abandonado as credenciais democráticas e seculares da República turca. E quando questionado sobre o ocorrido, o presidente negou o argumentos e afirmou que parecia-se "mais com Isabel II do Reino Unido do que com um sultão otomano", muito embora a CIA o descreva como um sultão.

### Tentativa de golpe de Estado
Em 15 de julho de 2016, ocorreu uma fracassada tentativa de golpe de Estado contra o governo Erdoğan. O putsch foi supostamente orquestrado por uma facção das Forças Armadas Turcas e sufocado no dia seguinte.
Erdogan estava de férias com sua família no litoral do mar Egeu, em um complexo hoteleiro na estância turística de Marmaris, na província de Muğla, quando o golpe de Estado frustrado ocorreu. Um comando de militares golpistas atacou o complexo hoteleiro no qual ele se encontrava, dois policiais encarregados da segurança do presidente no hotel morreram em um tiroteio Erdogan chamou-lhe "um presente de Allah".
Na sequência, o governo realizou um grande expurgo. Milhares de funcionários públicos, acadêmicos, juízes, procuradores de justiça, policiais e soldados foram presos, demitidos ou suspensos. Segundo noticiou o jornal Hürriyet Daily News, o presidente Erdoğan comunicou, no dia 24 de julho, que 13 165 pessoas haviam sido detidas por conexão com a tentativa de golpe, sendo 8 838 soldados, 2 101 juízes e promotores, 1 485 policiais, 52 autoridades locais e 689 civis. O Independent fala em cerca de 145 mil detidos e 134 mil despedidos dos empregos . Segundo a agência Fars News, o governo turco havia sido informado previamente, pela inteligência russa, de que havia um golpe militar previsto para o dia 15 de julho.
À data de abril de 2017, a purga continuava, com mais 1120 detidos e cerca de 9 mil policiais suspensos - uma semana após o referendo que aumentou os poderes de Erdogan. Em 19 de Julho de 2018, foi levantado o estado de emergência, após estar em vigor por dois anos, não sem antes terem sido despedidos mais cerca de 18 600 funcionários públicos, por alegadas ligações a grupos terroristas.

### Candidatura presidencial em 2018
Recep Tayyip Erdoğan, presidente desde 2014, foi oficialmente nomeado candidato presidencial do (AKP) em 3 de maio de 2018. Pouco depois, o nominalmente opositivo (MHP) reiterou que endossaria a candidatura de Erdoğan, e aplicaria em conjunto à comissão eleitoral registro por sua formalidade. No início de maio, foi confirmado por Erdoğan visitaria Sarajevo, a capital da Bósnia, nos estágios iniciais da campanha, provavelmente em 20 de maio de 2018, e realizaria comícios de campanha com os turcos que moram na Bósnia e Herzegovina , os chamados Bosnian Turks ou Turcos da Bósnia para angariar apoio para a sua oferta de reeleição. Erdoğan foi reeleito presidente da Turquia no primeiro turno das eleições com 52,59% dos votos, descartando a necessidade de um segundo turno eleitoral. Muharrem İnce, o candidato da chapa formada por Partido Republicano do Povo, Partido de Ação Nacionalista e outros 10 partidos de oposição, recebeu 30,64% dos votos. O candidato curdo, Selahattin Demirtaş, recebeu 8,40% dos votos.

### Política ambiental
Em 2013, as associações ambientalistas turcas mobilizam-se contra a "lei sobre a conservação da natureza e da biodiversidade", que permitirá a realização de projetos industriais ou de urbanização em zonas naturais se forem do "interesse público superior". Esta noção, considerada vaga, "abre a porta a todo o tipo de abusos", segundo as associações.
Em 2013, está em curso ou planeada a construção de cerca de sessenta centrais a carvão. Segundo o Greenpeace, o governo "deixa muito pouco espaço para projetos de energia renovável" e as emissões de gases de efeito estufa estão aumentando.

### Restrições à liberdade de imprensa
Durante os anos de poder de Erdoğan, a Turquia tem consistentemente reforçado a natureza restritiva de sua política de liberdade de informação e, portanto, tem levantado muitas críticas de ONGs internacionais. Entre 72 e 97 jornalistas turcos estão presos em 2012, contra 13 no final de 2002, ano em que o AKP chegou ao poder. Repórteres sem Fronteiras (RSF) descreveu a Turquia como a "primeira prisão do mundo para jornalistas". Esta situação parece continuar a deteriorar-se, uma vez que, em 2016, a Turquia ocupou a 151ª posição entre 180 países avaliados no ranking anual de RSF dos países do mundo, de acordo com o seu índice de liberdade de imprensa. A ONG assinala em particular a concentração da maior parte dos meios de comunicação social nas mãos de chefes de imprensa próximos do governo, a multiplicidade de processos judiciais instaurados por "insulto" ou "terrorismo", ou a apreensão pela polícia de jornais críticos do regime.
Os julgamentos por insultos contra o presidente Erdoğan aumentaram desde a sua eleição como Chefe de Estado em agosto de 2014. Aproximadamente dois mil processos judiciais foram iniciados na Turquia por esta razão entre agosto de 2014 e abril de 2015. Em 2017, quase 3 000 jornalistas perderam seus empregos, muitas vezes porque a mídia para a qual trabalhavam foi banida.

### Candidatura presidencial em 2023
Após duas décadas no governo da Turquia, concorreu a reeleição em 2023, sendo reeleito presidente por mais um mandato após uma disputa acirrada no segundo turno contra Kemal Kılıçdaroğlu. Erdogan foi filmado a distribuir notas de banco no valor aproximado de nove euros aos seus apoiantes. que o saudavam na assembleia de voto onde votou na segunda volta das eleições presidenciais.

## Controvérsias
Durante os primeiros anos de seu governo como primeiro-ministro, Erdoğan foi visto como um modelo para a maioria das nações emergentes do mundo oriental, devido às expressivas reformas iniciadas por seu governo, garantindo liberdade religiosa e direitos das minorias como parte das negociações para a entrada do país na União Europeia. Contudo, seu governo passou por profundas crises, especialmente as insurgências por parte das forças armadas turcas, escândalos de corrupção e atritos com a imprensa nacional. Por diversas vezes, a oposição acusou o governo de incitar a ameaça política em todo o país. No centro das acusações de autoritarismo político figuram as ligações controversas de Erdoğan com lideranças religiosas islâmicas, incluindo sua antiga aliança com Fethullah Gülen - acusado por muitos opositores de planejar o estabelecimento de um estado muçulmano na Turquia.
Em resposta às críticas, Erdoğan realizou um discurso em maio de 2014 rebatendo as acusações de autoritarismo. No discurso, o primeiro-ministro afirmou que se ele fosse um ditador, o líder da oposição - Kemal Kılıçdaroğlu - não teria condições de sair publicamente nas ruas do países. Erdoğan disse ainda que tais acusações elevariam a tensão popular e exigiu que a oposição tivesse cuidado com as acusações que fazia ao governo. Kılıçdaroğlu respondeu que as acusações cessariam se o então primeiro-ministro parasse de realizar seus discursos em teor político conflitante.
Em fevereiro de 2015, um adolescente de treze anos de idade foi detido pela polícia após supostas críticas a Erdoğan através da rede social Facebook.

### Acusações de antissemitismo
Certa vez, Erdoğan se referiu ao ativista antissemita Necip Fazıl Kısakürek como "seu ídolo". Kısakürek já havia sido considerado por analistas como influenciador da opinião do Primeiro-ministro sobre os judeus. As publicações do ativista incluem uma tradução para a língua turca de Os Protocolos dos Sábios de Sião e comentários sobre O Judeu Internacional, de Henry Ford.
Em 2009, o Ministério das Relações Exteriores de Israel, publicou um relatório no qual acusa Erdoğan de incitar o antissemitismo em seu país.
Em 2013, Erdoğan ficou em segundo lugar numa pesquisa do Centro Simon Wiesenthal de classificação de personalidades antissemitas; após considerar publicamente os judeus como organizadores dos protestos contra ele no ano de 2013. Em outra declaração que foi tida como antissemita, o primeiro-ministro disse que Israel tinha "o poder de controlar a mídia mundial", colocando-os como responsáveis pela oposição da imprensa turca ao seu governo.
Em agosto de 2014, durante o conflito em Gaza, o já presidente Erdoğan acusou Israel de deliberadamente assassinar mulheres palestinas. O presidente turco ainda relacionou as ações tomadas pelo governo israelense às práticas de Adolf Hitler, afirmando que estes buscavam estabelecer uma raça "livre de defeitos".

### Politização do judiciário
O sistema judiciário da Turquia é tradicionalmente alinhado a princípios seculares, conforme determina a Constituição do país. Isto resultou na dissolução de partidos dos quais Erdoğan foi membro, mais especificamente o Partido do Bem Estar, em 1998, e o Partido da Virtude, em 2001. As cortes do país também são vistas como uma ameaça frequente ao Partido Justiça e Desenvolvimento, do qual Erdoğan é membro já há mais de uma década. Em 2008, a Corte Constitucional da Turquia acolheu uma petição pelo fechamento do partido AKP e o banimento político de 71 membros do partido. Apesar do partido ter resistido à pressão do judiciário, acabou por perder mais da metade de seus membros fundadores.
Em abril de 2014, o presidente da Corte Constitucional, Haşim Kılıç, acusou Erdoğan de denegrir a credibilidade do judiciário do país, condenando suas ações como tentativa "desesperada" de ampliar o controle político sobre as cortes.

### "O Papel da Mulher"
Em 24 de Novembro de 2014, afirmou Erdoğan: "O Alcorão suporta, que as mulheres não podem ser consideradas como iguais aos homens" e disse que, segundo o Islão, o papel das mulheres na sociedade é fazer filhos. Ele também declarou que as feministas não conseguem entendê-lo "porque não aceitam a própria ideia de maternidade". E ainda: "os dois sexos não podem ser tratados da mesma maneira porque é contra a natureza humana" e "que não podemos colocar uma mulher que está amamentando e um homem no mesmo plano". Em agosto, enfureceu os movimentos feministas turcos ao tentar limitar o direito ao aborto. Grupos de defesa das mulheres turcas acusam o governo de incentivar a violência doméstica. Segundo esses grupos, "mais de 200 mulheres foram mortas na Turquia por seus maridos ou companheiros desde o começo do ano" (2014) 

### OInforme Pelicano
Em 1 de maio de 2016, vazou uma publicação anônima de um blog chamado The Pelican Brief, no qual exigia-se a renúncia do Primeiro-ministro Ahmet Davutoğlu. Dias depois do incidente, Ahmet Davutoğlu anunciou que não iria concorrer às próximas eleições parlamentares, deixando o cargo à frente do governo. O fato tem sido descrito como um golpe de Estado articulado por aliados do presidente. Segundo denúncias internacionais, o partido governista estaria planejando a imposição de um presidencialismo no país.

## Política externa
Erdoğan é cofundador da Aliança de Civilizações. A organização foi proposta pelo ex-primeiro-ministro da Espanha, José Luis Rodríguez Zapatero durante a 59ª Sessão da Assembleia Geral das Nações Unidas, em setembro de 2005. A iniciativa da ADC é estimular a ação internacional contra o extremismo através de cooperação e diálogo internacional, intercultural e inter-religioso.

### Relações com a União Europeia

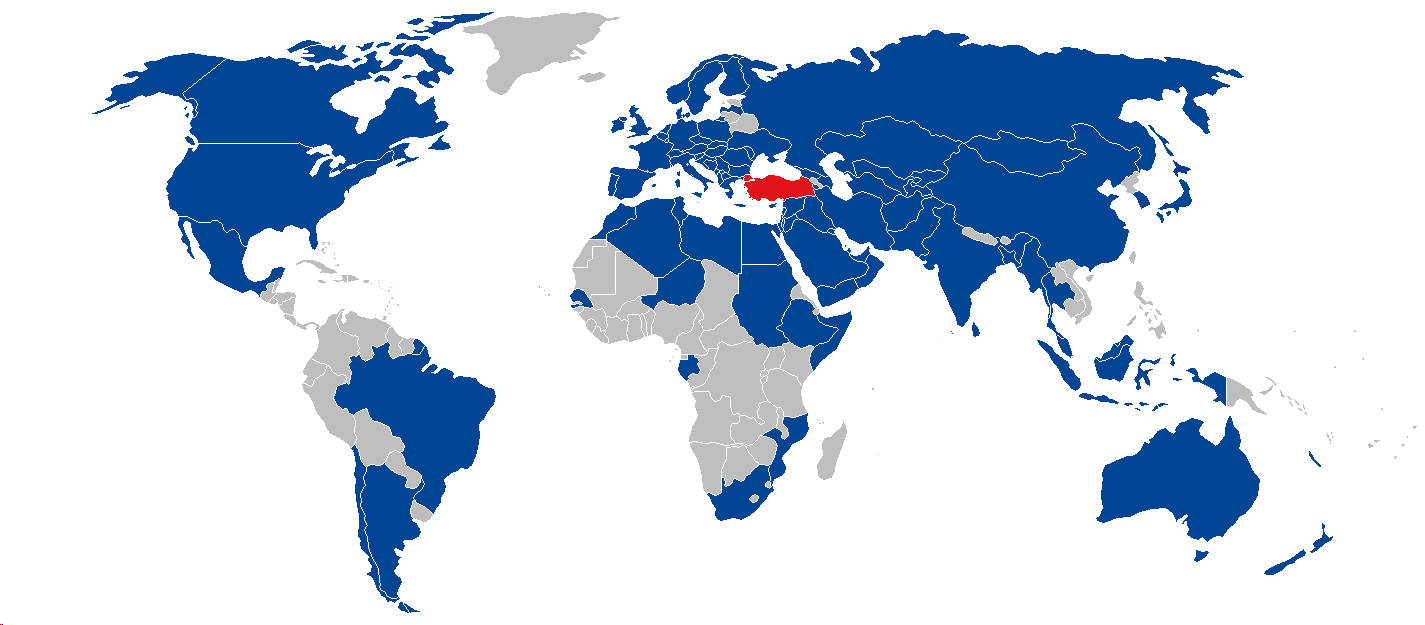
Países visitados por Erdoğan enquanto Primeiro-ministro

Erdoğan foi eleito o "Europeu do Ano de 2004" pelo jornal European Voice, que exaltou as reformas políticas promovidas pelo presidente desde sua atuação como chefe de governo. O galardoado afirmou que a "ascensão da Turquia demonstra que a Europa é um continente onde civilizações se reconciliam". Em outubro de 2005, foram formalmente iniciadas as negociações para a entrada da Turquia na União Europeia.
O governo de Erdoğan não é incondicionalmente pró-europeu. A Comissão Europeia comumente apoia as reformas promovidas pelo presidente turco, mas critica algumas de suas políticas. As negociações sobre a possível adesão turca à União Europeia foram suspensas em 2009, quando portos do país foram fechados às embarcações cipriotas. Outra questão de impasse são os direitos humanos no país. A Grande Assembleia Nacional aprovou uma lei estabelecendo a Instituição Nacional de Direitos Humanos da Turquia que, no entanto, não engloba todos os aspectos sobre direitos humanos instituídos pelas Nações Unidas. Em relatório de 2012, a Comissão Europeia cita falta de "liberdade de expressão, pensamento, consciência, religiosa" como um dos impasses às negociações. Além disso, a liberdade de imprensa permanece restrita na prática, de acordo com o mesmo relatório. Nenhum progresso foi alcançado em políticas anti-discriminatórias, como a discriminação contra homossexuais.
Em fevereiro de 2016, Erdoğan ameaçou enviar milhões de refugiados sírios na Turquia para outros países da Europa, afirmando que não havia nenhum acordo previsto com a Turquia para a permanência destes no país.

### Grécia e Chipre

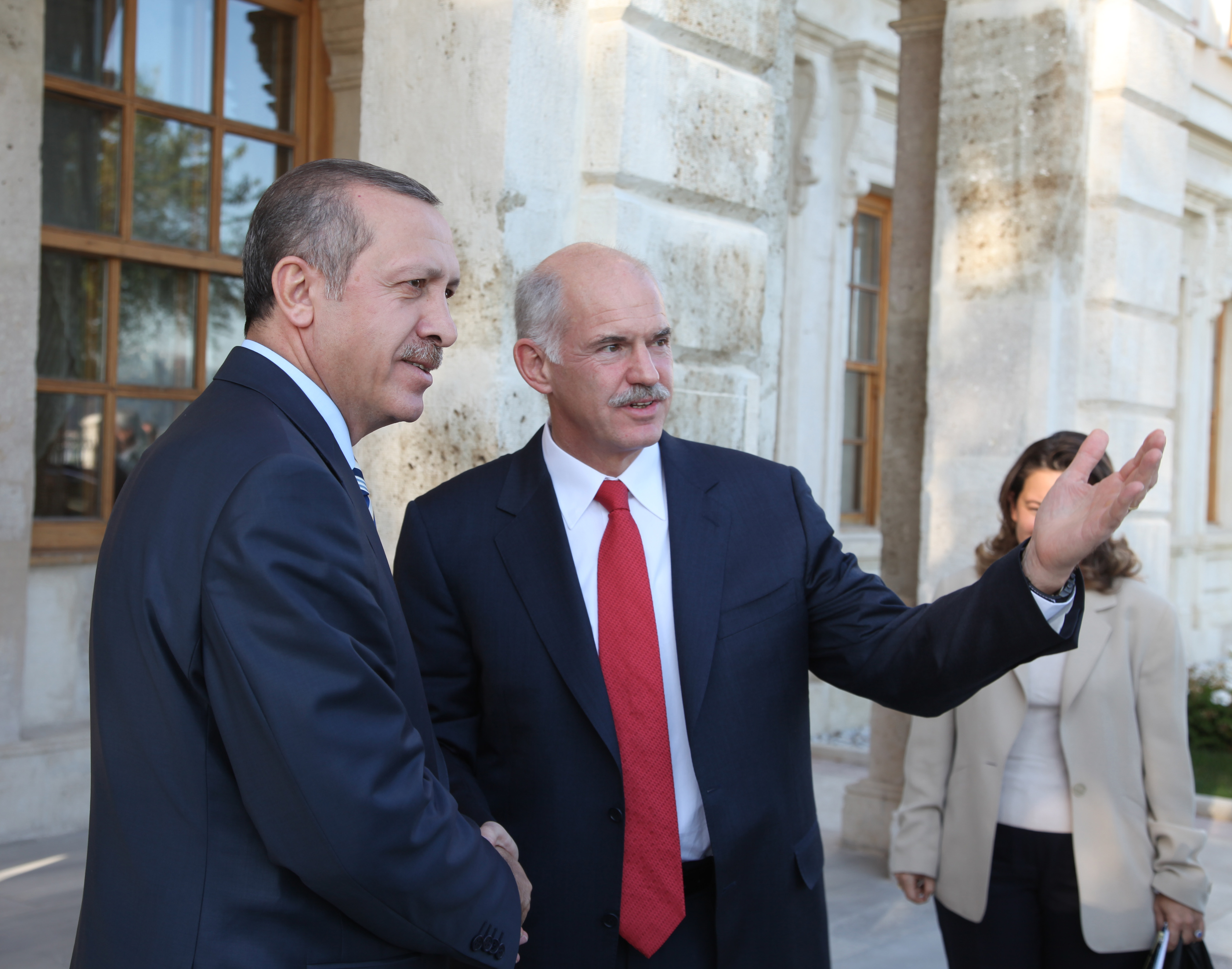
Os primeiros-ministros Recep Tayyip Erdoğan, da Turquia, e George Papandreou, da Grécia, em novembro de 2009

Durante o governo de Erdoğan, as relações entre Grécia e Turquia foram normalizadas e relações políticas e comerciais melhoraram de maneira significante. Em 2007, Erdoğan e o primeiro-ministro grego Kostas Karamanlis inauguraram o gasoduto greco-turco na fronteira entre os dois países. Um projeto unindo os dois países, o gasoduto fornece gás natural cáspio para a Europa, criando uma alternativa à hegemonia energética russa. Turquia e Grécia assinaram um acordo para criar uma Unidade Operacional Conjunta, sob o patrocínio da OTAN, para participar das Operações de Apoio à Paz. Erdoğan e seus partidários apoiaram fortemente o referendo europeu de 2004 que decidiu reunificar Chipre. As negociações acerca da entrada da Turquia na União Europeia foram paralisadas em 2009, após o país ter fechado seus portos aos navios cipriotas em retaliação ao isolamento econômico da República Turca de Chipre do Norte. Ainda hoje, a Turquia não reconhece Chipre como Estado-membro da União Europeia.

### Oriente Médio
Relações com o Iraque
Sob o governo de Erdoğan, a Turquia foi incluída na coalizão da boa-vontade, que apoiou, militarmente ou verbalmente, a invasão do Iraque em 2003.
No período em que ficou no governo, Iraque e Turquia fecharam 48 acordos estratégicos nas áreas de segurança, energia, petróleo, eletricidade, água, saúde, comércio, transporte, habitação, infraestrutura, agricultura, educação e defesa. O governo turco manteve relações com o Curdistão iraquiano e abriu uma universidade turca em Arbil e um consulado em Mosul. Em 2009, Abdullah Gül tornou-se o primeiro chefe de Estado turco a visitar oficialmente o Iraque em mais de 33 anos.
Relações com Israel

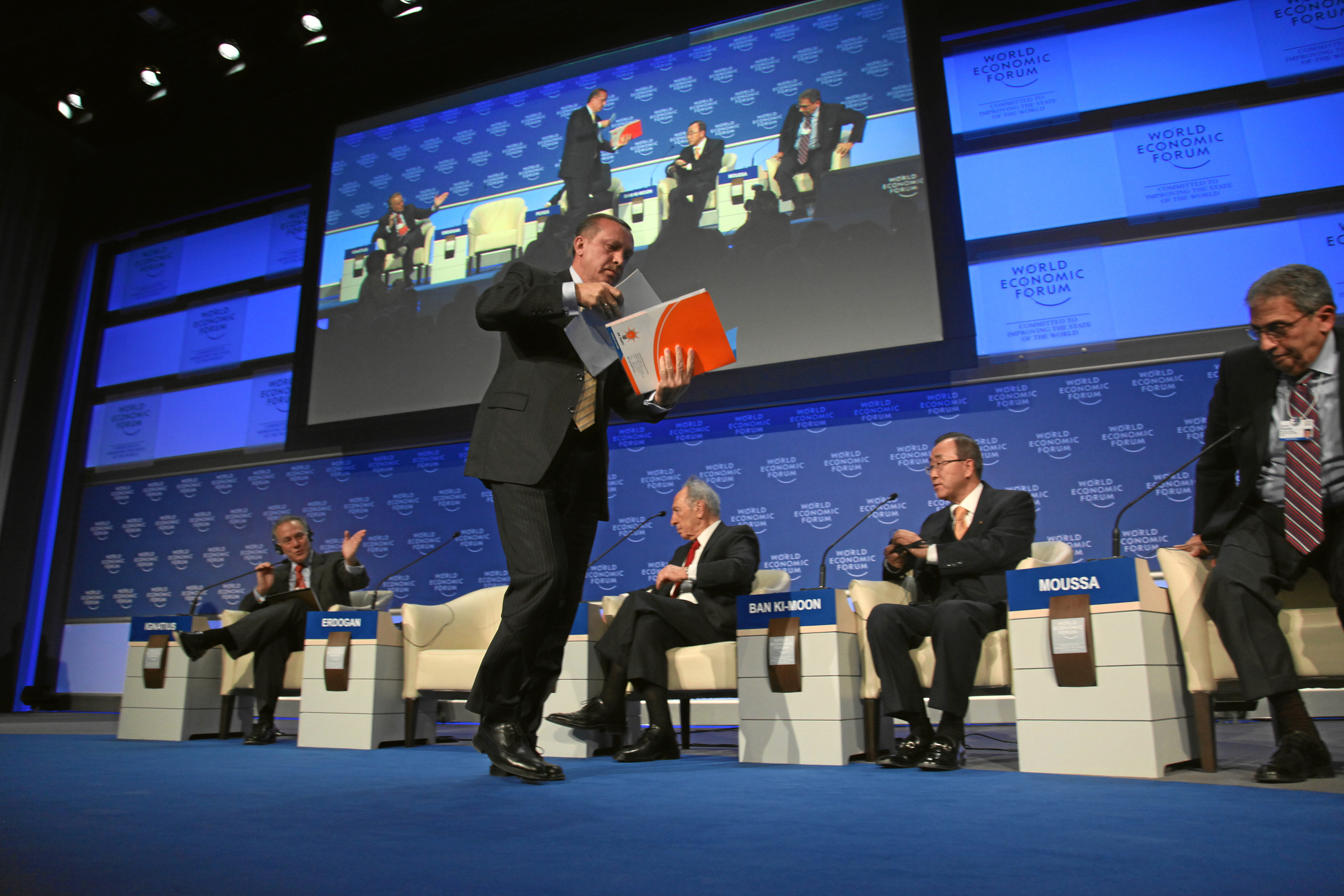
Recep Tayyip Erdoğan deixa a sessão do Fórum Econômico Mundial de 2009 após discussão com Shimon Peres

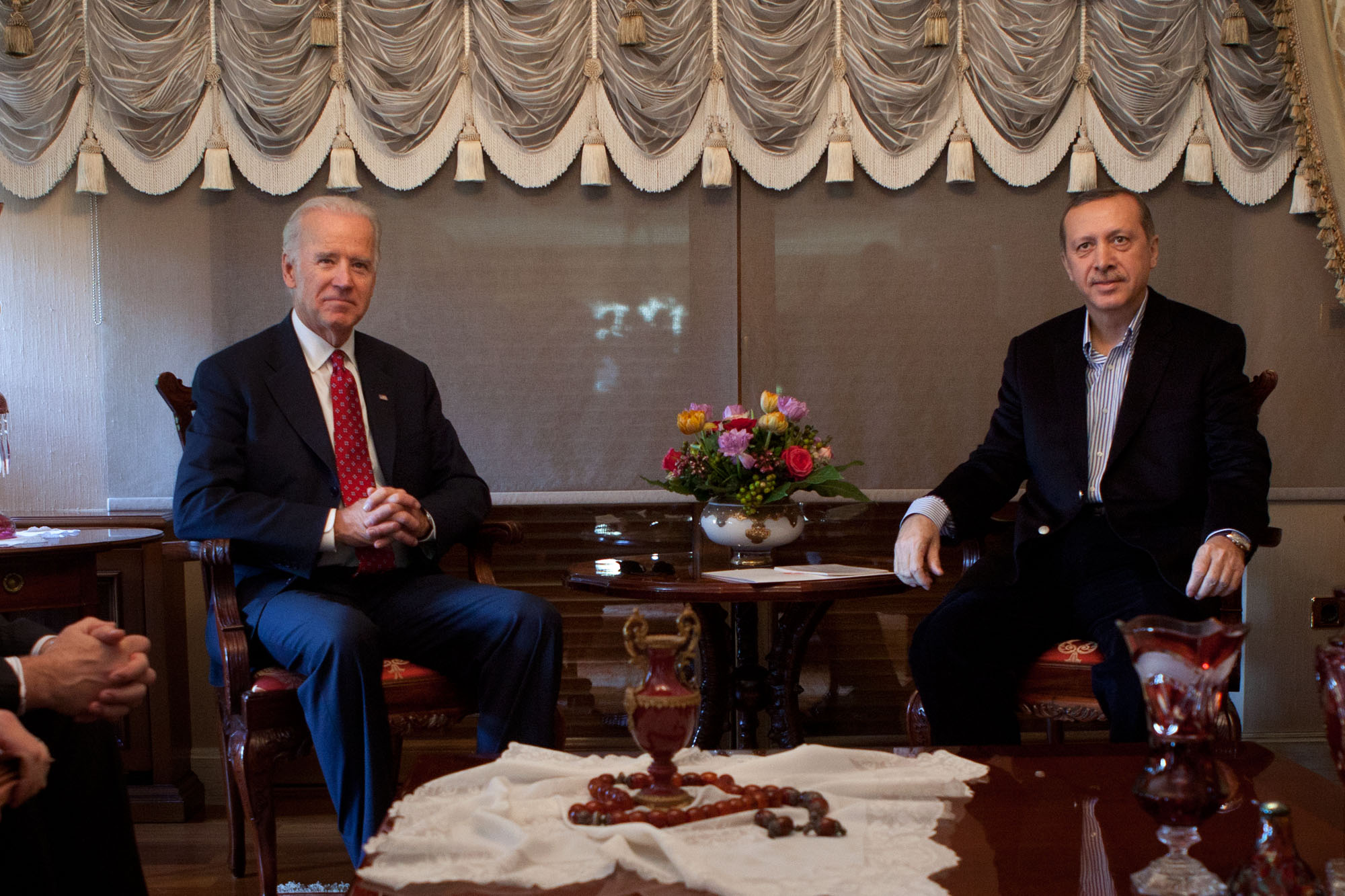
O Vice-presidente dos Estados Unidos Joe Biden visita Recep Tayyip Erdoğan em sua residência particular, em Istambul, 2011

Erdoğan visitou Israel em 2005, juntamente com uma delegação de investidores para fortalecer os laços econômicos entre os dois países. O então presidente de Israel Shimon Peres discursou diante da Grande Assembleia Nacional da Turquia em 2007, sendo esta a primeira ocasião em que um líder israelense discursou perante a legislatura de um país islâmico.
No Fórum Econômico Mundial de 2009, os debates sobre a Faixa de Gaza acirraram-se entre os dois governantes. Peres perguntou a Erdoğan que posição teria a Turquia se Istambul fosse bombardeada todas as noites. Erdoğan foi interrompido em seu discurso de resposta ao dizer que Peres seria um assassino de crianças. No momento, o moderador do debate interrompeu as discussões alegando o horário de jantar. Porém, Erdoğan deixou o painel de debates, acusando o moderador de favorecer Peres.
Após o Ataque à Flotilha da Liberdade em maio de 2010, as tensões entre os dois países intensificaram-se. Erdoğan condenou fortemente o ataque, que descreveu como "terrorismo de Estado", e exigiu retratação por parte de autoridades israelenses. Erdoğan descreveu Israel como "principal ameaça à paz regional", e incentivou a inspeção do arsenal nuclear israelense pela AIEA. O Primeiro-ministro turco passou a criticar as medidas tomadas pelo Estado israelense no conflito, afirmando que este desejava transformar Gaza em uma "prisão a céu aberto". Os comentários frequentes de Erdoğan sobre a política externa de Israel foram vistos de forma negativa pelo Secretário-geral das Nações Unidas Ban Ki-moon.
Em 2012, Erdoğan voltou a tecer críticas ao governo de Israel. Desta vez, acusou-o de praticar genocídio contra os palestinos.

### Relações com os Estados Unidos
Após tornar-se presidente dos Estados Unidos, Barack Obama realizou sua primeira visita de Estado à Turquia em abril de 2009.
Na ocasião, durante uma coletiva de imprensa, Obama afirmou: "Eu estou tentando fazer uma afirmação sobre a importância da Turquia, não somente para os Estados Unidos, mas para todo o mundo. Eu creio que a maior promessa de construir relações mais fortes entre nossos países reside no reconhecimento de que a Turquia e os Estados Unidos podem construir um modelo de parceira no qual uma nação predominantemente cristã, uma nação predominantemente islâmica" estão inseridos.